# Polifiodonte

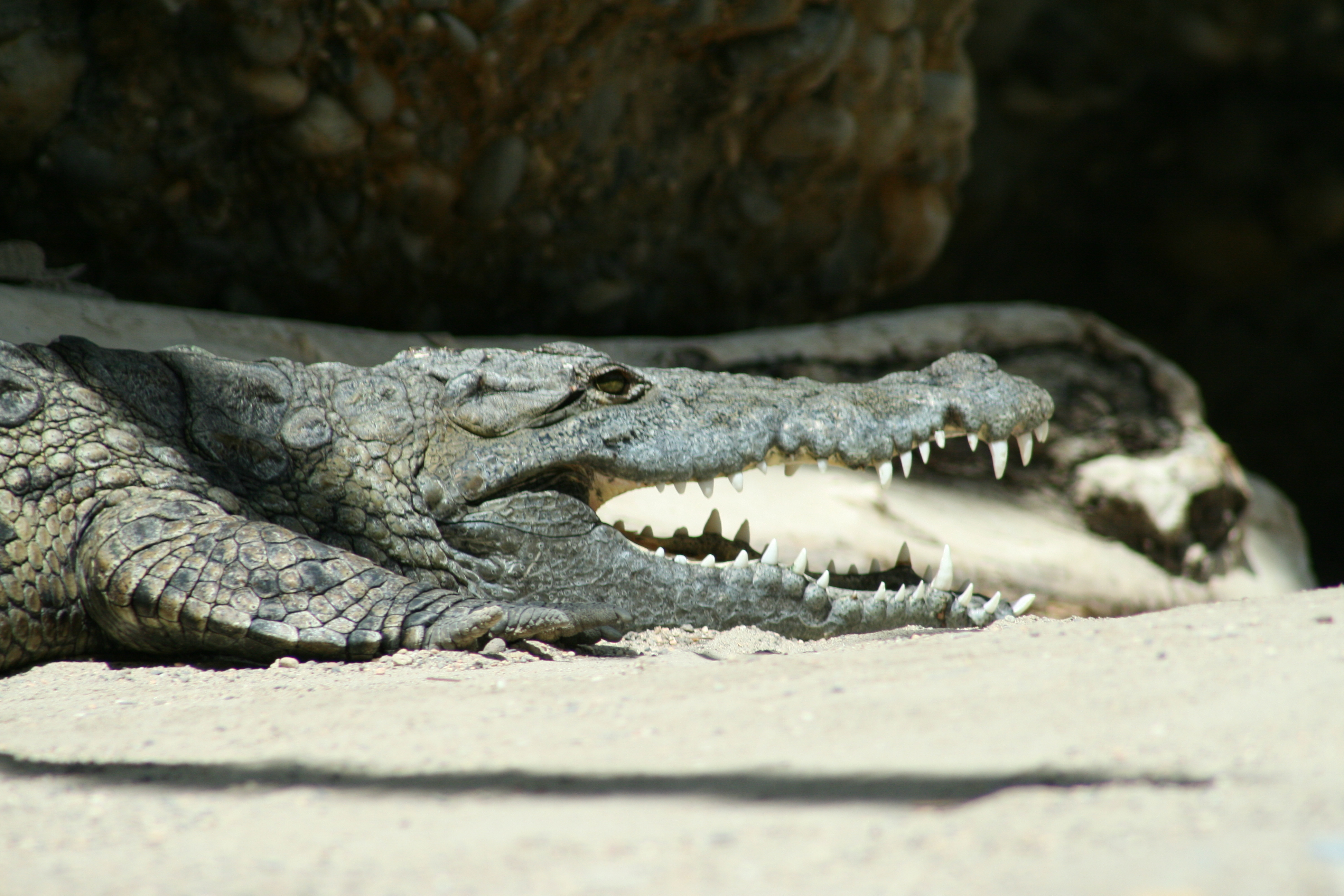
Crocodilo-do-nilo (Crocodylus niloticus)

Um polifiodonte é qualquer animal cujos dentes são continuamente substituídos. Diferentemente dos difidodontes que são caracterizados por ter apenas dois conjuntos sucessivos de dentes.  Os polifodontes incluem a maioria dos peixes dentados, muitos répteis, como crocodilos e lagartixas, e a maioria dos outros vertebrados, sendo os mamíferos a principal exceção.

## Crescimento
Dentes novos e permanentes crescem nas mandíbulas, geralmente abaixo ou logo atrás do dente antigo, a partir de células-tronco da lâmina dentária. Animais juvenis geralmente têm um conjunto completo de dentes quando chocam; não há trocas de dentes no ovo. Em poucos dias, a substituição dentária começa, geralmente na parte posterior da mandíbula, avançando como uma onda. Em média, um dente é substituído a cada poucos meses.